# Callinet
Die Familie Callinet war eine französische Orgelbauerfamilie. Im 19. Jahrhundert zählte sie neben Stiehr und Mockers zu den bedeutendsten Orgelbauern im Elsass. Zu ihr gehörten:
- François Callinet (* 1. Oktober 1754 in Ladoix; † 21. Mai 1820 in Rouffach);

- dessen Söhne:

- Joseph Callinet, genannt Callinet Aîné, (* 15. November 1795 in Dijon; † 13. Juli 1857 in Rouffach) und
- Claude-Ignace Callinet, genannt Callinet Cadet, (* 12. Juni 1803 in Rouffach; † 24. Juli 1874 in Vesoul);

- dessen Sohn Louis-François Callinet, genannt Callinet fils (* 1. März 1834 in Rouffach; † um 1890, Ort unbekannt);

- der Neffe von François Callinet, Louis Callinet (* 19. April 1786 in Ladoix; † 2. August 1845 in Paris).

## François Callinet (1754–1820)

### Leben
François Callinet wurde am 1. Oktober 1754 in Ladoix geboren. Er lernte bei Karl Joseph Riepp in Dijon und anschließend bei dessen Schüler Joseph Rabiny, mit dem er ab 1786 assoziiert war und mit dessen Tochter er sich vermählte. Ab 1798 war er in Rouffach ansässig. Er starb am 21. Mai 1820 in Rouffach.

### Werkliste
| Jahr      | Ort                 | Gebäude                                     | Bild | Manuale | Register | Bemerkungen |
| --------- | ------------------- | ------------------------------------------- | ---- | ------- | -------- | --- |
| 1789/1798 | Beaune              | Notre-Dame                                  |      | IV/P    | 39       | Zusammen mit Joseph Rabiny, Erweiterung des Instruments von Riepp von 1775, Arbeiten am Gehäuse, 1798 weitere Umbaumaßnahmen |
| 1790      | Auxonne             | Notre-Dame (Auxonne)                        |      | III/P   | 31       | In einem Gehäuse von 1615 und 1716, von Laurent Plet 1998 restauriert, unter Denkmalschutz |
| 1797      | Dijon               | St-Bénigne                                  |      |         |          | Reparatur und Austausch verschiedener Register |
| 1803      | Fegersheim          | St-Maurice                                  |      |         |          | 1843 durch einen Neubau von George Wegmann ersetzt. Das Gehäuse wurde möglicherweise 1852 durch Wegmann bei seinem Neubau in Menchhoffen verwendet. Es zeigt typische Merkmale der Gehäuse von Callinet vom Anfang des 19. Jahrhunderts. |
| 1804      | Saint-Hippolyte     | Saint-Hippolyte                             |      |         |          | Reparatur und Wartung der Orgel von Johann Andreas Silbermann |
| 1806      | Willer-sur-Thur     | St-Dizier                                   |      |         |          | Beim Neubau der Kirche 1855 wurde die Orgel abgetragen. |
| 1808      | Mackenheim          | St-Étienne                                  |      |         |          | 1874 nach Richtolsheim transferiert, 1926 und 1988 erfolgten Neubauten im Gehäuse von Callinet. |
| 1808      | Sélestat            | Ste-Foy                                     |      |         |          | 1843 durch eine Orgel seiner Söhne ersetzt. |
| 1810      | Vesoul              | Saint-Georges                               |      |         |          | Umbauarbeiten am Gehäuse |
| 1811      | Besançon            | St-Pierre                                   |      | IV/P    | 47       | 1998 von Alfred Kern restauriert |
| 1812      | Chalon-sur-Saône    | St-Pierre                                   |      |         |          | Das Gehäuse enthält heute einen Neubau von etwa 1970 von Philippe Hartmann |
| 1813      | Valence             | Kathedrale St-Apollinaire                   |      |         |          | Umbau der Orgel von Samson Scherrer von 1713. 1835 erfolgte ein weiterer Umbau durch Joseph Callinet und 1898 und 1994 Neubauten. |
| 1814      | Porrentruy/Pruntrut | St-Pierre                                   |      | II/P    | 27       | 1896 und 1950 Neubauten im Gehäuse von Callinet, 1984 Rekonstruktion durch Metzler Orgelbau |
| 1815      | Pfaffenheim         | Wallfahrtskapelle Notre-Dame am Schauenberg |      | I/P     | 10       | Nach mehreren Veränderungen wurde die Orgel 1966 an den Organisten von Obermorschwihr verkauft und nach dessen Tod im Konvent St-Marc eingelagert. Seit 2013 gibt es Pläne die Orgel wieder auf dem Schauenberg aufzustellen.            |
| 1818      | Ruelisheim          | St-Nicolas                                  |      |         |          | 1867 durch ein Instrument seines Sohne Claude-Ignace Callinet ersetzt |
| 1818      | Annonay             | Notre-Dame                                  |      | III/P   | 23       | 1881 von Aristide Cavaillé-Coll in die Kirche Sainte-Marguerite-de-Vidalon in Davézieux transferiert, 1966 durch Michel, Merklin & Kuhn restauriert, unter Denkmalschutz                                                                 |
| vor 1820  | Obermorschwihr      | Sts-Philipper-et-Jacques                    |      | II/P    | 22       | 1988 von Gaston Kern restauriert |
| vor 1820  | Munwiller           | St-Arbogast                                 |      | I/P     | 11       | Mit sehr wenigen Veränderungen erhalten |
| 1820      | Autun               | Kathedrale Saint-Lazare                     |      |         |          | Neubau, zusammen mit Louis Callinet (?), 1867 durch einen Neubau von Merklin ersetzt, einige Dekorelemente des Gehäuses sind erhalten |

## Joseph Callinet (1795–1857)

### Leben
Joseph Callinet war der bedeutendste Orgelbauer der Callinet-Familie. Er erlernte seinen Beruf bei seinem Vater und arbeitete von 1837 bis 1843 mit seinem Bruder Claude-Ignace zusammen. 1844 stattete der junge Aristide Cavaillé-Coll ihm einen Besuch ab, als er gerade eine neue Orgel im Hundert-Seelen-Dorf Lutter erbaute. Cavaillé-Coll war so erstaunt über eine fast zwanzigregistrige Orgel in einem winzigen Dorf, dass er seinen berühmten Satz über das Elsass sagte: Il paraît que c’est le pays des orgues. C’est l’inverse de la France; il y a plus d’orgues que de pianos. Aufgrund einer schweren Erkrankung konnte Callinet ab 1852 nicht mehr arbeiten. Er starb 1857 in Rouffach.
In musikalischer Hinsicht war der deutsche Musiker Martin Vogt (1781–1854) ein einflussreicher Ratgeber für Joseph Callinet. Neben seiner Tätigkeit als Organist im Martinsmünster von Colmar war Vogt damals der meistverlegte Komponist von Kirchenmusik im Elsass und in der Nordschweiz.

### Werkliste (vor dem Zusammenschluss mit Claude-Ignace Callinet)
| Jahr          | Ort                    | Gebäude                    | Bild | Manuale | Register | Bemerkungen |
| ------------- | ---------------------- | -------------------------- | ---- | ------- | -------- | --- |
| 1822          | La Bresse              | St-Laurent                 |      |         |          | 1953 von Roethinger umgebaut |
| 1822          | Ban-de-Laveline        | L‘Assomption-de-Notre-Dame |      | I/P     | 14       | |
| 1823          | Ballersdorf            | St-Jean l‘Évangeliste      |      | II/P    | 19       | 1879 nach Neubois transferiert, 1988 von Alfred Kern restauriert, unter Denkmalschutz |
| 1823          | Bouxwiller (Haut-Rhin) | St-Jacques-Majeuer         |      | II/P    | 20       | 1891 Umbau durch Joseph-Antoine Berger |
| 1823          | Aurillac               | Notre-Dame-aux-Neiges      |      | I/P     | 16       | |
| 1824          | Village-Neuf           | St-Nicolas                 |      | I/P     | 14       | Beim Neubau der Kirche 1904 ersetzt |
| ca. 1820–1830 | Heimsbrunn             | Sts-Projet-et-Amarin       |      | III/P   | 27       | Typisches Callinet-Gehäuse der Zeit, es ist jedoch unklar, ob das Werk von Callinet oder Valentin Rinckenbach erbaut wurde. |
| 1825          | Hirsingue              | St-Jean-Baptiste           |      | III/P   | 28       | 1923 Neubau Rinckenbach, 1983 Neubau Christian Guerrier |
| 1826          | Brunstatt              | St-Georges                 |      | III/P   | 28       | Im Ersten Weltkrieg (1916) verbrannt |
| 1826          | Obersaasheim           | St-Gall                    |      | I/P     | 8        | Leicht verändert erhalten |
| 1827          | Fellering              | St-Antoine                 |      | I/P     | 11       | 1948 durch einen Neubau von Roethinger ersetzt |
| 1828          | Illfurth               |                            |      | I/P     | 15       | 1929 und 1971 durch Neubauten ersetzt |
| 1828          | Hartmannswiller        | Ste-Blaise                 |      |         |          | 1929 durch einen Neubau von Schwenkedel ersetzt |
| 1828          | Guebwiller             | Protestantische Kirche     |      | I/P     | 12       | 1884 von Koulen auf 2 Manuale umgebaut, 1977 von Alfred Kern restauriert |
| 1829          | Dijon                  | St-Michel                  |      | IV/P    | 58       | Umbau, danach mehrfach umgebaut |
| 1830          | Chêne-Bourg            | St-François-de-Sales       |      | I/P     | 12?      | 1930 durch einen Neubau von Othon & Joseph Wolf ersetzt |
| um 1830       | Pouilly                | St-Rémy                    |      |         |          | 1897 stellte Dalstein-Haerpfer eine neue Orgel in Pouilly auf und lieferte dazu ein Callinet-Gehäuse unbekannter Herkunft. |
| um 1830       | Bergholtzzell          | St-Benoît                  |      | I/P     | 12       | In einem Gehäuse vom Beginn des 20. Jahrhunderts unbekannter Herkunft, 2000 von Richard Dott restauriert |
| 1830          | Hagenbach (Haut-Rhin)  | Sts-Pierre-et-Paul         |      | I/P     | 14       | Wenig verändert erhalten |
| 1831          | Elsenheim              | St-Jacques-Majeure         |      | I/P     |          | 1934 durch einen Neubau von Schwenkedel ersetzt |
| 1831          | Reiningue              | St-Laurent et St-Romain    |      | III/P?  |          | Im Ersten Weltkrieg zerstört worden |
| 1832          | Oderen                 | St-Nicolas                 |      | II/P    | 22       | 1928 Umbau durch Alfred Berger, 1986 Restaurierung durch Gaston Kern |
| 1832          | Soultzbach-les-Bains   | St-Jean-Baptiste           |      | I/P     | 15       | 1980 von Alfred Kern restauriert |
| 1832          | Kertzfeld              | St-Arbogast                |      | I/P     | 8        | Beim Neubau der Kirche, 1837, nach Wildenstein transferiert. Fast unverändert erhalten. |
| 1833          | Semur-en-Auxois        | Kollegiatkirche Notre Dame |      | III/P   | 35       | 1754 durch Karl Joseph Riepp für Sts-Pierre-et-Paul in Langres erbaut und 1777 von Joseph Rabiny nach Semur transferiert. 1992 von Jean Deloye und Philippe Hartmann restauriert, dabei erhielt die Orgel eine unpassende wohltemperierte Stimmung. |
| 1833          | Mollau                 | St-Jean-Baptiste           |      | II/P    | 26       | Bis auf drei 1961 von Alfred Kern ausgetauschte Register authentisch erhalten. Kern fügte außerdem eine Bombarde 16‘ hinzu. Unter Denkmalschutz |
| 1833          | Morschwiller-le-Bas    | St-Ulrich                  |      |         |          | Im Ersten Weltkrieg (1917) zerstört |
| 1834          | Sainte-Croix-aux-Mines | St-Nicolas                 |      | III/P   | 33       | 1889 durch Rinckenbach und 1963 durch Alfred Kern umgebaut unter Denkmalschutz |
| 1834          | Mülhausen              | Ste-Marie-Auxiliatrice     |      | III/P   | 36       | 1912 durch einen Neubau von Rinckenbach ersetzt → Orgel |
| 1834          | Riom                   | St-Amable                  |      | II/P    |          | 1896 von Charles Anneessens umgebaut, Gehäuse erhalten |
| 1835          | Merxheim (Haut-Rhin)   | Sts-Pierre-et-Paul         |      | II/P    | 18       | Neubau in einem Gehäuse von Jean Nicolas Toussaint, 1892 von Joeseph Antoine Berger umgebaut, unter Denkmalschutz |
| 1835          | Issenheim              | St-André                   |      | II/P    | 29       | 1896, 1924 und 1959 umgebaut, 1996 von Gaston Kern rekonstruiert |
| 1835          | Villefranche-sur-Saône | Notre-Dame-des-Marais      |      | IV/P    | 47       | 1873 von Hugues Beaucourt umgebaut, 1986 von S.A. Dunand restauriert |
| 1835          | Le Bizot               | St-Georges                 |      | I/P     | 18       | 1985 von Didier Chanon restauriert |
| 1836          | Sermersheim            | St-Jean-Baptiste           |      | II/P    | 27       | Praktisch authentisch geblieben |

## Claude-Ignace Callinet (1803–1874)

### Leben
Claude-Ignace Callinet wurde am 12. Juni 1803 in Rouffach geboren. Nach dem Tod seines Vaters François Callinet (1820) arbeitete er mit seinem Bruder Joseph zusammen, ging jedoch 1827 nach Paris zu seinem Cousin Louis Callinet. Er kehrte von dort vor 1833 nach Rouffach zurück. Von 1837 bis 1843 schloss er sich mit seinem Bruder Joseph zu Callinet Frères zusammen. Nach der Eingliederung des Elsass in das Deutsche Reich als Folge des Deutsch-Französischen Krieges verließ er Rouffach und ließ sich 1872 in Vesoul nieder. Dort starb er am 24. Juli 1874.

### Werkliste (vor dem Zusammenschluss mit Joseph Callinet)
| Jahr | Ort             | Gebäude            | Bild | Manuale | Register | Bemerkungen |
| ---- | --------------- | ------------------ | ---- | ------- | -------- | --- |
| 1833 | Aubure          | St-Jacques-Majeur  |      | I/P     | 10       | Im Zweiten Weltkrieg (1944) zerstört |
| 1834 | Hattstatt       | Ste-Colombe        |      | II/P    | 20       | 1991 von Alfred Kern restauriert, unter Denkmalschutz |
| 1834 | Saint-Chamond   | St-Pierre          |      | III/P   | 38       | 1889 Umbau durch Michel Merklin, 1983 Restaurierung durch Athanase und Jean Dunand, unter Denkmalschutz                                                                     |
| 1835 | Bourg-en-Bresse | Notre-Dame         |      | II/P    | 26       | 1901 Umbau durch Charles Didier-Van Caster, 1927 Neubau durch Michel-Merklin & Kuhn, 1981 Neubau und Wiederherstellung des Gehäuses durch Philippe Hartmann und Jean Deloye |
| 1836 | Thannenkirch    | Ste-Cathérine      |      | I/P     |          | 1913 durch einen Neubau von Rinckenbach ersetzt, Gehäuse erhalten |
| 1836 | Galfingue       | St-Gangolphe       |      |         |          | 1927 durch einen Neubau von Roethinger ersetzt, Gehäuse erhalten |
| 1836 | Heidwiller      | Sts-Pierre-et-Paul |      | I/P     | 10       | 1919 Neubau durch Rinckenbach im Callinet-Gehäuse |
| 1836 | Hochstatt       | Sts-Pierre-et-Paul |      | II/P    | 25       | 1874, 1899, 1948 und 1980 umgebaut |

## Callinet Frères (1837–1843)
1837 schlossen sich die Brüder Joseph und Claude-Ignace Callinet als Callinet Frères zusammen. In dieser Zeit entstanden durchschnittlich sechs Orgeln jährlich.

### Werkliste (Callinet Frères)
| Jahr          | Ort                    | Gebäude                     | Bild                                     | Manuale | Register | Bemerkungen |
| ------------- | ---------------------- | --------------------------- | ---------------------------------------- | ------- | -------- | --- |
| 1837          | Hirtzbach              | St-Maurice                  |                                          | III/P   | 36       | 1934 Neubau durch Schwenkedel, Gehäuse erhalten |
| 1837          | Soultzmatt             | St-Sébastien                |                                          | II/P    | 26       | 1895 Umbau durch Joseph Antoine Berger, unter Denkmalschutz |
| 1837          | Saint-Étienne          | Notre-Dame                  |                                          | III/P   | 36       | 1870 und 1964 umgebaut, 1995 restauriert von Gaston Kern, unter Denkmalschutz |
| 1837/1842     | Besançon               | Temple St-Esprit (Besançon) |                                          | I/P     | 12       | 1992 durch Alfred Kern restauriert |
| 1838          | Riom                   | Notre-Dame-du.Marthuret     |                                          | III/P   | 38       | 1952 von Ruche (Lyon) umgebaut und 1988 von Danion-Gonzalez restauriert, unter Denkmalschutz                                                                                                |
| 1838          | Pfaffenheim            | St-Martin                   | Foto vor dem Neubau von 2015 aufgenommen | III/P   | 35       | 1933 Neubau durch Schwenkedel, 2015 Neubau mit Rückpositiv durch Hubert Brayé im Stile Callinets                                                                                            |
| 1838          | Lyon                   | St-François-de-Sales        |                                          | IV/P    | 41       | 1864 von Aristide Cavaillé-Coll umgebaut, 1883 in Voiron aufgestellt, 1957 Umbau durch Ruche, 2002 Restaurierung durch Alfred Kern                                                          |
| 1838          | Besançon               | St-Maurice                  |                                          | II/P    | 23       | Unter Wiederverwendung von 8 Registern der Vorgänger-Orgel von Louis Geib (1808), 1870 Erweiterung durch Nicolas Verschneider, unter Denkmalschutz                                          |
| 1839          | Loches                 | St-Antoine                  |                                          | III/P   | 22       | 1995 von Jean-Jacques Mounier mit veränderter Disposition restauriert |
| 1839          | Eguisheim              | Sts-Pierre-et-Paul          |                                          | III/P   | 33       | 1925 tiefgreifender Umbau durch Jules Besserrer, 1962 Umbau Alfred Kern |
| 1839          | Gundolsheim            | Ste-Agathe                  |                                          | II/P    | 24       | 1898 Dispositionsänderung durch Joseph Antoine Berger |
| 1839          | Baume-les-Dames        | St-Martin                   |                                          | IV/P    | 35       | 1967 von Philippe Hartmann restauriert |
| 1839          | Manonville             | St-Laurent                  |                                          | II/P    |          | Nur das Gehäuse scheint von Callinet zu sein, das Instrument stammt wohl von Nicolas Verschneider                                                                                           |
| 1839          | Rorschwihr             | St-Michel                   |                                          | I/P     | 17       | Vor 1917 Austausch einiger Register |
| 1840          | Sainte-Croix-en-Plaine | St. Barthélemy              |                                          | III/P   | 36       | Einige kleinere Eingriffe, weitgehend erhalten, unter Denkmalschutz |
| 1840          | Steinsoultz            | St-Nicolas                  |                                          |         |          | 1926 durch eine neue Orgel von Roethinger ersetzt |
| 1841          | Frœningen              | Ste-Barbe                   |                                          | I/P     | 15       | 1927 Umbau durch Alfred Berger |
| 1841          | Luxeuil-les-Bains      | Sts-Pierre-et-Paul          |                                          |         |          | 1917 pneumatischer Umbau durch Jules Bossier, 1974 Neubau im klassischen Stil durch Jean Deloye und Philippe Hartmann                                                                       |
| 1841          | Mâcon                  | St-Vincent                  |                                          | IV/P    | 42       | 1897 durch einen Neubau von Charles Didier van Caster ersetzt |
| 1842          | Montbrison             | Notre-Dame d‘Espérance      |                                          | III/P   | 41       | 1870 Umbau durch Merklin, 1981 durch Dunand restauriert, unter Denkmalschutz |
| 1842          | Masevaux               | St-Martin                   |                                          | IV/P    | 53       | 1966 verbrannt, in Aufnahmen ist diese Orgel noch zu hören |
| 1842          | Raedersheim            | Sts-Projet-et-Amarin        |                                          | I/P     | 12       | Bis auf Prospektpfeifen authentisch geblieben |
| 1842          | Nambsheim              | St-Étienne                  |                                          | I/P     | 8        | Völlig unverändert erhalten |
| 1842          | Megève                 | St-Jean-Baptiste            |                                          | II/P    | 26       | 1955 von Michel, Merklin Kuhn elektrifiziert, 2004 Rekonstruktion durch Alfred Kern |
| 1842          | Straßburg              | Krankenhaus Ste-Barbe       |                                          | I/P     | 10       | 1907 wurde das Gehäuse mit neuem Werk von Franz Kriess in das Seniorenheim St-Charles in Schiltigheim transferiert; Gehäuse und wenige Pfeifen erhalten                                     |
| 1842          | Wegenstetten           | St. Michael                 |                                          |         |          | 1947 Umbau durch Späth (Rapperswil), 1984 Neubau durch Metzler, fünf Register erhalten |
| 1842          | Villaz-Saint-Pierre    | Sts-Pierre-et-Paul          |                                          | II/P    | 23       | 1993 restauriert, unter Denkmalschutz |
| 1842          | Mouthe                 | Église de l’Assomption      |                                          | I/P     | 17       | 1985 von Jean François Muno restauriert, unter Denkmalschutz |
| 1843          | Spechbach-le-Bas       | St-Augustin                 |                                          | II/P    | 24       | Im Ersten Weltkrieg zerstört (1915), 1932 Neubau durch Schwenkedel, Gehäuse erhalten |
| 1843          | Oltingue               | St-Martin                   |                                          | II/P    | 27       | Bis auf die 1978 von Gaston Kern rekonstruierten Prospektpfeifen authentisch erhalten geblieben, unter Denkmalschutz                                                                        |
| 1843          | Bourbach-le-Bas        | St-Apollinaire              |                                          | I/P     | 15       | 1982 von Bernard Aubertin restauriert |
| 1843          | Guémar                 | St-Léger                    |                                          | III/P   | 32       | Außer Prospektpfeifen und erweitertem Pedalumfang authentisch geblieben |
| 1843          | Blotzheim              | Notre-Dame du Chêne         |                                          | II/P    | 20       | Mehrere kleine Veränderungen wurden 1981 von Gaston Kern rückgängig gemacht |
| vor Okt. 1843 | Hésingue               | St-Laurent                  |                                          | I/P     | 17       | 1922 Pneumatisierung durch Roethinger; in den 1970er Jahren wurde das noch vorhandene Pfeifenwerk entfernt und Lautsprecher eines elektronischen Surrogats im Callinet-Gehäuse installiert. |
| 1843          | Roppentzwiller         | St-Jean-Baptiste            |                                          | I/P     | 9        | In einem Gehäuse von Waltrin, nur wenig verändert |
| 1843          | Lons-le-Saunier        | Eglise des Cordeliers       |                                          | III/P   | 41       | 1877 von Merklin umgebaut, 1984 von Pascal Quoirin restauriert, unter Denkmalschutz |
| 1843          | Sélestat               | Ste-Foy                     |                                          | III/P?  | 44?      | Ersetzte die Orgel ihres Vaters von 1808. Durch Neubauten von 1894 und 1910 ersetzt. |
| um 1843       | Chambéry               | Sacré-Cœur                  |                                          | I/P     | 13       | 1889 umgebaut, 1908 durch Kuhn (Bellegarde) als Chororgel der Kirche St-Pierre in Nancy aufgestellt, wenig verändert erhalten                                                               |
| um 1843       | Blamont (Doubs)        | Purification-de-Notre-Dame  |                                          |         |          | [ 103 ] |

## Joseph und Claude Ignace Callinet nach der Trennung (ab Oktober 1843)
Im Oktober 1843 endete die fruchtbare Zusammenarbeit der beiden Brüder.

### Werkliste (Joseph Callinet nach der Trennung der beiden Brüder)
| Jahr      | Ort                    | Gebäude                        | Bild | Manuale | Register | Bemerkungen |
| --------- | ---------------------- | ------------------------------ | ---- | ------- | -------- | --- |
| 1844      | Lutter                 | St-Léger                       |      | II/P    | 17       | Fast unverändert erhalten, unter Denkmalschutz |
| 1844      | Bettlach               | St-Blaise                      |      | II/P    | 24       | 1943 Umbau durch Schwenkedel, 1989 Restaurierung durch Gaston Kern |
| 1844      | Montbéliard            | Temple St-Martin               |      | II/P    | 20       | Umbau Ende des 19. Jahrhunderts durch Bédéville, Hinzufügung eines Rückpositivs 1988 durch Alain Sals, unter Denkmalschutz                                                            |
| 18444     | Pontarlier             | Saint-Bénigne                  |      | III/P   | 39       | Umbau der von Claude-François Saumet 1759 erbauten Orgel, 1982 von Bernard Aubertin restauriert, dabei Aufstellung der Orgel im Chorraum, unter Denkmalschutz                         |
| 1845      | Clermont-Ferrand       | St-Genès des Carmes            |      | II/P    | 29?      | 1899 von Charles Michel-Merklin umgebaut, 1982 restauriert von Micolle, David et Promonet-Steinmann, unter Denkmalschutz                                                              |
| 1845      | Solliès-Pont           | St-Jean-Baptiste               |      | II/P    | 21?      | 1872 Umbau durch Puget, 2010 Restaurierung durch Pascal Quoirin |
| 1845/1855 | Lyon                   | St-Bonaventure                 |      |         |          | Die Orgel wurde 10 Jahre nach Fertigstellung mit einem neuen Gehäuse im Chor der Kirche aufgestellt. Es folgten Umbauten 1885, 1936, 1960 und 1985. 2021 soll sie restauriert werden. |
| 1846      | Hégenheim              | St-Rémi                        |      |         |          | 1913 durch einen Neubau von Rinckenbach ersetzt |
| 1846      | Dannemarie             | Saint-Léonard                  |      | III/P   | 38       | Reparatur/Umbau: 1912/1925: Roethinger, 1986 restauriert von Kern |
| 1846      | Lure                   | Pensionnat                     |      | II/P    | 13       | Mehrfach umgebaut, seit 1988 in der Mission slovène von Merlebach |
| 1847      | Ribeauvillé            | Couvent de la Providence       |      |         |          | 1907 und 1966 durch Neubauten ersetzt |
| 1847      | Sainte-Marie-aux-Mines | Église Luthérienne des Chaînes |      | II/P    | 25?      | 1892 von Dalstein-Haerpfer pneumatisiert |
| 1847      | Frick                  | St. Peter und Paul             |      | II/P    |          | 1947 und 1976 Neubauten von Metzler, Gehäuse und einige Register erhalten |
| 1847      | Sainte-Marie-aux-Mines | Temple reformé                 |      | II/P    | 16       | 1880 und 1911 durch Dalstein-Haerpfer umgebaut, wird derzeit (2020) restauriert |
| 1847      | Marseille              | St-Joseph                      |      |         |          | 1868 durch einen Neubau von Aristide Cavaillé-Coll ersetzt |
| 1848      | Belfort                | Kathedrale St-Christophe       |      |         |          | Umbau der Orgel von Waltrin, mehrfach umgebaut, 2012 restauriert, 27 Register von Callinet und Waltrin erhalten                                                                       |
| 1849      | Sainte-Marie-aux-Mines | Ste-Madeleine                  |      | III/P   | 29       | 1904 und 1948 umgebaut, 1994 von Richard Dott restauriert |
| 1849      | Huningue               | Garnisonskirche                |      | I/P     | 12       | Vor 1944 in die Kirche Christ-Roi transferiert und dann ersetzt |
| 1849      | Clermont-Ferrand       | Notre-Dame-du-Port             |      | I/P     |          | Das Instrument wurde zu unbekanntem Zeitpunkt verkauft; ein Teil des Pfeifenwerks könnte sich in der Kirche Saint-Pierre-aux-Liens in Vaise befinden.                                 |
| 1850      | Urbès                  | St-Wendelin                    |      | II/P    | 18       | 1897 und 1977 umgebaut, heute 18 Register |
| 1850      | Sallanches             | Collégiale St-Jacques          |      | III/P   | 36       | 2011 von Pascal Quoirin mit 40 Registern restauriert, unter Denkmalschutz |
| 1851      | Lapoutroie             | Ste-Odile                      |      |         |          | 1913 durch einen Neubau von Rinckenbach ersetzt, wobei das Gehäuse seitlich erweitert wurde.                                                                                          |
| 1851      | Moulins                | St-Pierre                      |      |         |          | 1924 und 1951 neu gebaut, Teile des Pfeifenwerks erhalten |
| 1851      | Rimbach-près-Masevaux  | St-Augustin                    |      | II/P    | 22?      | 1889 Umbau durch Martin Rinckenbach |
| 1852      | Rimbach-Zell           | Sts-Pierre-et-Paul             |      | I/P     | 14       | 1928 und 1998 durch Neubauten ersetzt, Gehäuse erhalten |
| 1852      | Muespach-le-Haut       | St-Georges                     |      | I/P     | 11       | Wiederverwendung eines Gehäuses von Valentin Rinckenbach von 1836, 1968 durch einen Neubau von Schwenkedel ersetzt                                                                    |
| um 1853   | Pfetterhouse           | St-Géréon                      |      | I/P     |          | Im Ersten Weltkrieg (1916) zerstört, Prospektpfeifen erhalten |

### Werkliste (Claude-Ignace Callinet nach der Trennung der beiden Brüder)
| Jahr      | Ort                       | Gebäude                                  | Bild | Manuale | Register | Bemerkungen |
| --------- | ------------------------- | ---------------------------------------- | ---- | ------- | -------- | --- |
| 1844      | Wentzwiller               | St-Martin                                |      | I/P     | 10       | Von Jules Besserer pneumatisiert |
| 1844      | Wolxheim                  | St-Étienne                               |      | II/P    |          | 1887 Umbau durch Rinckenbach, unter Denkmalschutz |
| 1845      | Trévoux                   | St-Symphorien                            |      | II/P    |          | 1920 von Michel-Merklin & Kuhn umgebaut? |
| 1845      | Bellelay                  | Abteikirche                              |      | I/P     | 7        | In Badevel aufgestellt, von Christian Guerrier restauriert |
| 1846      | Wattwiller                | St-Jean-Baptiste                         |      | II/P    | 30?      | Im Ersten Weltkrieg (1915) zerstört |
| 1846      | Soppe-le-Haut             | Ste-Marguerite                           |      | II/P    | 19       | Weitgehend erhalten |
| 1847      | Walheim                   | St-Martin                                |      | I/P     | 17       | 1927 und 1972 erfolgten Neubauten im Gehäuse von Callinet |
| 1847      | Balgau                    | St-Nicolas                               |      | I/P     | 5        | 1872 nach Appenwihr transferiert, dort vor 1898 ersetzt |
| um 1847   | Steinbach                 | St-Morand                                |      | I/P     | 10       | Im Ersten Weltkrieg (1914) zerstört |
| 1847      | Liverdun                  | St-Pierre                                |      | I/P     | 16       | 1999 von Laurent Plet restauriert und um ein Positiv mit fünf Registern erweitert                                                                                       |
| 1847?     | Lyon                      | Kapelle des Lycée Ampère                 |      | II/P    | 17       | Heute in der Kirche St-Theudère in Saint-Chef, unter Denkmalschutz |
| vor 1847  | Montet (Broye)            | Pensionat der Schwestern von Sacre-Coeur |      |         |          | [ 142 ] |
| vor 1847  | Besançon                  | Chapelle des Eudistes                    |      | II/P    | 19       | 1911 in den Kursaal von Besançon transferiert und 1925 umgebaut und in der Kirche Sacré-Cœur aufgestellt, unter Denkmalschutz                                           |
| um 1847   | Norroy-lès-Pont-à-Mousson | St-Rémy                                  |      | I/P     | 10       | 1928 durch einen Neubau von Jacquot ersetzt, Gehäuse erhalten |
| um 1850   | Dompierre                 | St-Étienne                               |      | I/P     | 6        | 1876 Aufstellung der Orgel unbekannter Herkunft in Dompierre, verändert erhalten                                                                                        |
| 1850/1853 | Besançon                  | Ste-Madeleine                            |      | III/P   | 37       | Mehrfach umgebaut, 1991 von Jean Deloye restauriert |
| 1852?     | Besançon                  | Basilique Saint-Ferréol et Saint-Ferjeux |      | I/P     | 8        | Herkunft und Erbauungszeit sind unklar |
| 1852      | Fraize                    | St-Blaise                                |      | II/P    | 18       | 1894 Umbau durch Jaquot-Jeanpierre und 1925 durch Jaquot, unter Denkmalschutz                                                                                           |
| 1852      | Villersexel               | St-Nicolas                               |      | II/P    | 19       | Restauriert von Gaston Kern, unter Denkmalschutz |
| 1853      | Oberhergheim              | St-Léger                                 |      | III/P   | 38       | 1993 von Gaston Kern restauriert, unter Denkmalschutz |
| 1853      | Artzenheim                | St-Jacques-Majeur                        |      | III/P   | 34       | 1940 zerstört |
| 1854      | Réguisheim                | St-Étienne                               |      | III/P   | 32       | 1933 und 1982 erfolgten Neubauten, Gehäuse erhalten |
| 1855      | Brignais                  | Kapelle der Schwestern von Saint-Charles |      |         |          | 1970 von Philippe Hartmann und Jean Deloye in die Kapelle des Mutterhauses der Schwestern (Klinik St-Charles) in Lyon transferiert                                      |
| 1855      | Rouffach                  | Notre-Dame                               |      | III/P   | 36?      | Übernahme des Pfeifenwerks von 1626 und 1758. Umbauten erfolgten 1893, 1935 und 1983.                                                                                   |
| 1856      | Saint-Laurent-sur-Saône   | St-Laurent                               |      | I/P     | 11       | Mit nur geringfügigen Änderungen erhalten, 1997 von Marc Garnier restauriert                                                                                            |
| 1856      | Rombach-le-Franc          | Ste-Rosalie                              |      | I/P     | 9        | 1935 durch einen Neubau von Schwenkedel ersetzt |
| 1857      | Bollwiller                | St-Charles Borromée                      |      | II/P    | 22       | Um 1950 Umbau durch Schwenkedel, Reparaturen 2008 durch Antoine Bois |
| 1857      | Aspach-le-Bas             | St-Pierre                                |      | I/P     | ca. 15   | Im Ersten Weltkrieg (1914) zerstört |
| 1858      | Burnhaupt-le-Haut         | St-Boniface                              |      |         |          | Freistehender Spieltisch, im Ersten Weltkrieg (1915) zerstört |
| 1858      | Lachapelle-sous-Rougemont | St-Vincent                               |      | I/P     | 7        | [ 160 ] |
| 1859      | Balschwiller              | St-Louis                                 |      |         |          | Im Ersten Weltkrieg (1915) zerstört |
| 1861      | Bitschwiller              | St-Alphonse                              |      | II/P    | 20       | 1891 Besetzung der leergelassenen Stöcke durch Antoine Berger, 1960 Registeraustausch durch Alfred Kern, weitgehend erhalten                                            |
| 1861/1868 | Vieux-Ferrette            | St-André                                 |      | II/P    | 18       | 1900 Umbau durch Martin Rinckenbach |
| 1862      | Stosswihr                 | Protestantische Kirche                   |      |         |          | Im Ersten Weltkrieg (1915) zerstört |
| 1863      | Moosch                    | St-Augustin                              |      | II/P    | 21       | Freistehender Spieltisch; 1901 besetzte Berger zwei leergelassene Stöcke. Ansonsten ist die Orgel fast unverändert erhalten.                                            |
| 1864      | Boult                     | St-Maurice                               |      | II/P?   | 19?      | 1925 Umbau durch Jules Bossier, unter Denkmalschutz |
| 1859      | Habsheim                  | St-Martin                                |      | II/P    | 25       | In einem Gehäuse von Conrad Bloch aus dem Jahr 1820, freistehender Spieltisch, weitgehend erhalten                                                                      |
| 1865      | Badonviller               | St-Martin                                |      | II/P    | 22       | Im Ersten Weltkrieg (1914) zerstört |
| 1865      | Saint-Léonard             | St-Blaise                                |      | I/P     | 8        | Im Zweiten Weltkrieg (1944) verbrannt |
| 1867      | Ruelisheim                | St-Nicolas                               |      | II/P    | 22       | Gemeinsam mit seinem Sohn Louis-François erbaut; 1953 tauschte Schwenkedel fast alle Pfeifen aus. Der freistehende Spieltisch und die Mechanik sind erhalten geblieben. |
| 1867      | Geiswasser                | St-Fridolin                              |      | I/P     | 7        | Gemeinsam mit seinem Sohn Louis-François erbaut, völlig authentisch erhalten                                                                                            |
| 1868      | Illhaeusern               | Sts-Pierre-et-Paul                       |      |         |          | Im Zweiten Weltkrieg (1945) verbrannt |
| 1870      | Issoire                   | St-Austremoine                           |      | III/P   | 33       | Gemeinsam mit seinem Sohn Louis-François erbaut, 1904 von Charles Michel-Merklin und 1960 durch Boisseau umgebaut, 1985 durch Haerpfer restauriert, unter Denkmalschutz |
| 1872      | Widensolen                | St-Nicolas                               |      | II/P    | 22       | Gemeinsam mit seinem Sohn Louis-François erbaut, eingebauter Spielschrank, fast unverändert erhalten, unter Denkmalschutz                                               |

## Louis-François Callinet (1834–um 1890)

### Leben
Louis-François Callinet wurde am 1. März 1834 in Rouffach geboren. 1872 verließ er Rouffach mit seinem Vater, um sich in Vesoul niederzulassen. Callinet starb um 1890 in Vesoul.

### Werkliste
| Jahr | Ort        | Gebäude                    | Bild | Manuale | Register | Bemerkungen |
| ---- | ---------- | -------------------------- | ---- | ------- | -------- | --- |
| 1874 | Wittenheim | Ste-Marie                  |      |         |          | 1945 zerstört |
| 1875 | Besançon   | Collège St-Jean            |      | II/P    |          | 1982 wurde in der Wallfahrtskirche Notre-Dame von Mont-Roland eine Orgel aufgestellt. Nach Meyer-Siat handelt es sich um die 1875 in Besançon erbaute.                      |
| 1877 | Nods       | St-Paul                    |      | II/P    | 10       | 1993 von Jean Deloye restauriert |
| 1877 | Fréland.   | Notre-Dame de l’Assomption |      | II/P    | 28       | Die einzige größere Orgel von Louis-François Callinet, die mit nur wenigen Veränderungen erhalten ist.                                                                      |
| 1880 | Le Russey  | St-Nicolas                 |      | II/P    | 21       | Es ist unklar, ob die Orgel nicht bereits 1870 von Claude-Ignace Callinet erbaut wurde. 1894 Erweiterung durch Jean Blési, 1988 von Dunand restauriert, unter Denkmalschutz |
| 1885 | Largitzen. | St-Georges                 |      |         |          | Im Ersten Weltkrieg (1916) zerstört |

## Louis Callinet (1786–1845)

### Leben
Louis Callinet erlernte das Orgelbauhandwerk bei seinem Onkel François in Rouffach. Nach dessen Tod ging er nach Paris, wo er ab 1821 mit dem 83-jährigen Jean Antoine Somer (1738–1830) zusammenarbeitete und nach Somers Tod dessen Kundschaft übernahm. Aufgrund von Finanzschwierigkeiten verkaufte er seine Firma 1839 an den Bauingenieur André-Marie Daublaine und firmierte danach unter der Bezeichnung Daublaine-Callinet. 1841 trat Charles Spackman Barker als Vorarbeiter in die Firma ein. Nachdem Callinet am 11. April 1843 in einem Wutanfall Teile des Pfeifenwerks der gerade im Umbau befindlichen Orgel von St-Sulpice in Paris zerstört hatte, schied er aus der Firma aus und wurde Mitarbeiter bei Aristide Cavaillé-Coll. Er starb 1845 im Alter von 59 Jahren.
Die Firma Daublaine-Callinet ging, nachdem Barker versehentlich die Orgel von St-Eustache in Paris mit einer Kerze in Brand gesteckt hatte, bankrott und wurde 1845 zunächst von Ducroquet übernommen. 1855 wurde sie von Joseph Merklin und dessen Schwager Friedrich Schütze aufgekauft.

### Werkliste
| Jahr | Ort               | Gebäude                                   | Bild | Manuale | Register | Bemerkungen                                                                                           |
| ---- | ----------------- | ----------------------------------------- | ---- | ------- | -------- | --- |
| 1828 | Paris             | Temple protestant de l’Oratoire du Louvre |      |         |          | Zusammen mit Antoine Somer erbaut                                                                     |
| 1830 | Soissons          | Kathedrale von Soissons                   |      |         |          | Umbau und Erweiterung                                                                                 |
| 1831 | Orléans           | Kathedrale von Orléans                    |      | IV/P    | 45       | Umbau der Orgel, 1880 von Cavaillé-Coll überarbeitet                                                  |
| 1835 | Paris             | Notre-Dame-des-Blancs-Manteaux            |      | IV/P    | 43       | Erbaut von Daublaine-Callinet; Monument historique seit 1905                                          |
| 1839 | Paris             | Kathedrale Notre Dame                     |      |         | 10       | Erbaut von Daublaine-Callinet, 1842 nach Cordes-sur-Ciel transferiert, unter Denkmalschutz.           |
| 1839 | Crépy-en-Valois   | St-Denis                                  |      | II      |          | Unter Denkmalschutz                                                                                   |
| 1839 | Lons-le-Saunier   | St-Désiré                                 |      | II/P    | 21       | Unter Denkmalschutz. In der Kirche der Cordeliers steht außerdem eine Orgel der Callinet Frères.      |
| 1839 | Paris             | Saint-Denys-du-Saint-Sacrement            |      | III/P   | 38       | Erbaut von Daublaine-Callinet; Monument historique seit 1905                                          |
| 1840 | Morez             | L’Assomption de la Vierge Marie           |      | II/P    | 16       | Erbaut von Daublaine-Callinet; 1980 restauriert von Jean-François Muno, Monument historique seit 1975 |
| 1840 | Chaumont-en-Vexin | Saint-Jean-Baptiste                       |      | II      | 13       | Erbaut von Daublaine-Callinet; Monument historique seit 1982                                          |
| 1840 | Angers            | Ste-Trinité                               |      | II/P    | 24       | Von Daublaine-Callinet erbaut, 1950 von Pierre Chéron und 1972 von Yves Sévère umgebaut               |
| 1840 | Bletterans        | St-Paul                                   |      | I/P     | 5        | [ 189 ]                                                                                               |
| 1840 | Lille             | St-Étienne                                |      | III/P   | 39       | [ 190 ]                                                                                               |
| 1841 | Lyon              | Kathedrale                                |      | III/P   | 57       | Erbaut von Daublaine-Callinet, mehrfach umgebaut                                                      |
| 1843 | Paris             | St-Sulpice                                |      |         |          | Umbau                                                                                                 |
| 1843 | Uzès              | Saint-Théodorit                           |      | III/P   | 45       | Erbaut von Daublaine-Callinet; 1964 von Alfred Kern & fils restauriert, unter Denkmalschutz           |